# Коларівський район
Коларівський район (до 1926 року — Романовський район; рос. Коларовский район) — болгарський національний район в складі УРСР, що існував у 1925–1939 роках. Центр — село Коларівка (до 1933 року — Романівка, з 2016 року — Болгарка).
Створений 1925 року як Романовський район у складі Мелітопольської округи Катеринославської губернії з частин Андріївського, Ногайського та Цареводарівського районів.
5 жовтня 1926 року перейменований на Коларівський на честь болгарського політика В. П. Коларова.
2 вересня 1930 року до Коларівського району приєднана територія ліквідованого Ботіївського району.
27 лютого 1932 року район увійшов до новоствореної Дніпропетровської області, а 10 січня 1939 року — до Запорізької.
Ліквідований 26 березня 1939 року. Сільради перейшли до таких районів:
- Ботіївська, Строганівська, Райнівська, Богданівська, Степанівська і Орловська сільради — до Приазовського;
- Богородицька, Зеленівська, Минайлівська, Нельгівська, Петрівська, Юріївська і Тарасівська — до Андріївського;
- Аннівська, Миколаївська і Прудентівська — до Ново-Василівського;
- інші — до новоствореного Приморського.